# Renzo Massai
Renzo Massai (Pisa, 11 agosto 1910 – Civitavecchia, 23 marzo 1969) è stato un arbitro di calcio italiano.

## Carriera
Entra a far parte del "Gruppo arbitri pisani" nel 1936.
Dal 1947 al 1954 dirige 118 partite del campionato di Serie A. Dirige la sua prima partita nel massimo campionato a Roma il 22 giugno 1947 ed è la partita Lazio-Triestina (2-0).
Nel 1953 da arbitro internazionale dirige due partite di qualificazione ai Mondiali di Svizzera 1954, il 13 giugno 1954 dirige a Udine la sua ultima partita di Serie A (Udinese-Palermo 1-1).
Sempre nella stagione 1953-1954 riceve il riconoscimento riservato al miglior arbitro della stagione, il Premio Giovanni Mauro.
Fino agli anni sessanta svolge il compito di osservatore alla C.A.N., e resta a tutt'oggi il più prestigioso arbitro pisano di sempre.